# Перекристалізація (металургія)
Перекристаліза́ція або рекристаліза́ція (англ. recrystallisation) — у металургії — процес, в якому тверді кристалічні тіла з великим ступенем невпорядкованості дають нову мікроструктуру шляхом зародження відносно вільних від недосконалості областей та їх поширення на все тіло.

## Стадії перекристалізації
Швидкість перекристалізації різко (експоненціально) зростає з підвищенням температури. Перекристалізація відбувається особливо інтенсивно в пластично деформованих матеріалах. При цьому розрізняють три стадії перекристалізації:
- первинну, коли у деформованому матеріалі утворюються нові неспотворені кристаліти, які ростуть, поглинаючи зерна, спотворені деформацією. Утворення зародків перекристалізації і пов'язана з цим різка зміна властивостей матеріалу характеризують первинну перекристалізацію, або перекристалізацію обробки;
- збиральну — неспотворені зерна ростуть за рахунок один одного, внаслідок чого середня величина зерна збільшується. Терміну «збиральна перекристалізація» відповідає також термін «нормальний (тобто, звичайний) ріст зерна»;
- вторинну перекристалізацію, яка відрізняється від збиральної тим, що здатність до зростання мають лише деякі з неспотворених зерен. Після вторинної перекристалізації структура характеризується різними розмірами зерен (різнозернистіть).

Перекристалізація усуває структурні дефекти (у першу чергу зменшує на декілька порядків густину дислокацій), змінює розміри зерен і може змінити їх кристалографічну орієнтацію (текстуру). Перекристалізація переводить речовину у стан з більшою термодинамічною стійкістю: при первинній рекристалізації — за рахунок зменшення спотворень, внесених деформацією; при збиральній і вторинній перекристалізації — за рахунок зменшення сумарної поверхні границь зерен. Перекристалізація змінює усі структурно-чутливі властивості деформованого матеріалу і часто відновлює початкову структуру, текстуру і властивості (до деформації). Іноді структура і текстура після перекристалізації відрізняються від вихідних, відповідно відрізняються й властивості.

## Використання
Перекристалізація широко використовується для керування формою зерен, їх розмірами, текстурою та властивостями.
У сталях перекристалізація поєднується зі сфероїдизацією цементиту. Виходять круглі частинки цементиту розміром 0,5…2 мкм. Така структура називається структурою сорбіту відпуску. Термообробка, яка веде до неї, носить назву «покращення».
У металургії часто використовують просте правило для визначення температури перекристалізації сплаву: як її значення беруть 0,4 від температури плавлення (правило А. А. Бочвара). Зазвичай таке наближення виявляється цілком достатнім. Для повного зняття наклепу метал нагрівають до вищих температур, щоб забезпечити високу швидкість перекристалізації та повноту її перебігу. Таке термічне оброблення отримало назву «перекристалізаційний відпал».
Збільшення часу витримки при температурі перекристалізації або подальше підвищення температури нагріву призводять до зростання центрів перекристалізації. На цей процес великий вплив мають процеси самодифузії атомів, і тому процеси росту зерен при перекристалізації мають багато спільного з ростом зерна при поліморфному перетворенні.